# Rosenborg Eksercerplads
Rosenborg Eksercerplads ved Rosenborg Slot er en plads som fra ældre tid benyttet til militære formål. I 1786 overtog Den Kongelige Livgarde til Fods kasernen ved Rosenborg Eksercerplads og siden har kasernen og Eksercerpladsen været udgangspunkt for vagttjenesten ved de kongelige slotte og palæer i København. Ud mod Gothersgade lå tidligere et eksercerhus, opført 1787, da man gjorde Gothersgade bredere i 1929 revs det ned. 
Tidligere skete den offentlige afbrænding af slidte pengesedler på Eksercerpladsen. Sedlerne destrueredes i en stor ovn på pladsen, mens Københavnerne uden for gitteret ventede på at en seddel eventuelt skulle flyve ud på gaden.
I idrætens barndom i slutningen af 1800-tallet brugtes Eksercerpladsen til forskellige idrætsgrene; Kjøbenhavns Boldklub rådede over pladsen til træning, og havde omkring 100 drenge som trænede forskellige former for boldspil, men primært cricket. Der arrangerede bl.a. i 1883 en af de første fodboldkampe i Danmark på Eksercerpladsen, mellem eleverne på Birkerød Kostskole og KB's juniorer, som gæsterne vandt med 4-0. Københavns atletik klubber brugte også Eksercerpladsen til sine træninger.
I nyere tid er Eksercerpladsen blevet brugt til events, som Slaget om København og koncerter bl.a med Leonard Cohen. Sommeren 2009 spillede Det Kongelige Teater også på Eksercerpladsen. Rosenborg Tattoo, Danmarks største militære tattoo-forretning ligger også her. Eksercerpladsen har en kapacitet på 9000 tilskuere.